# Juan Sires

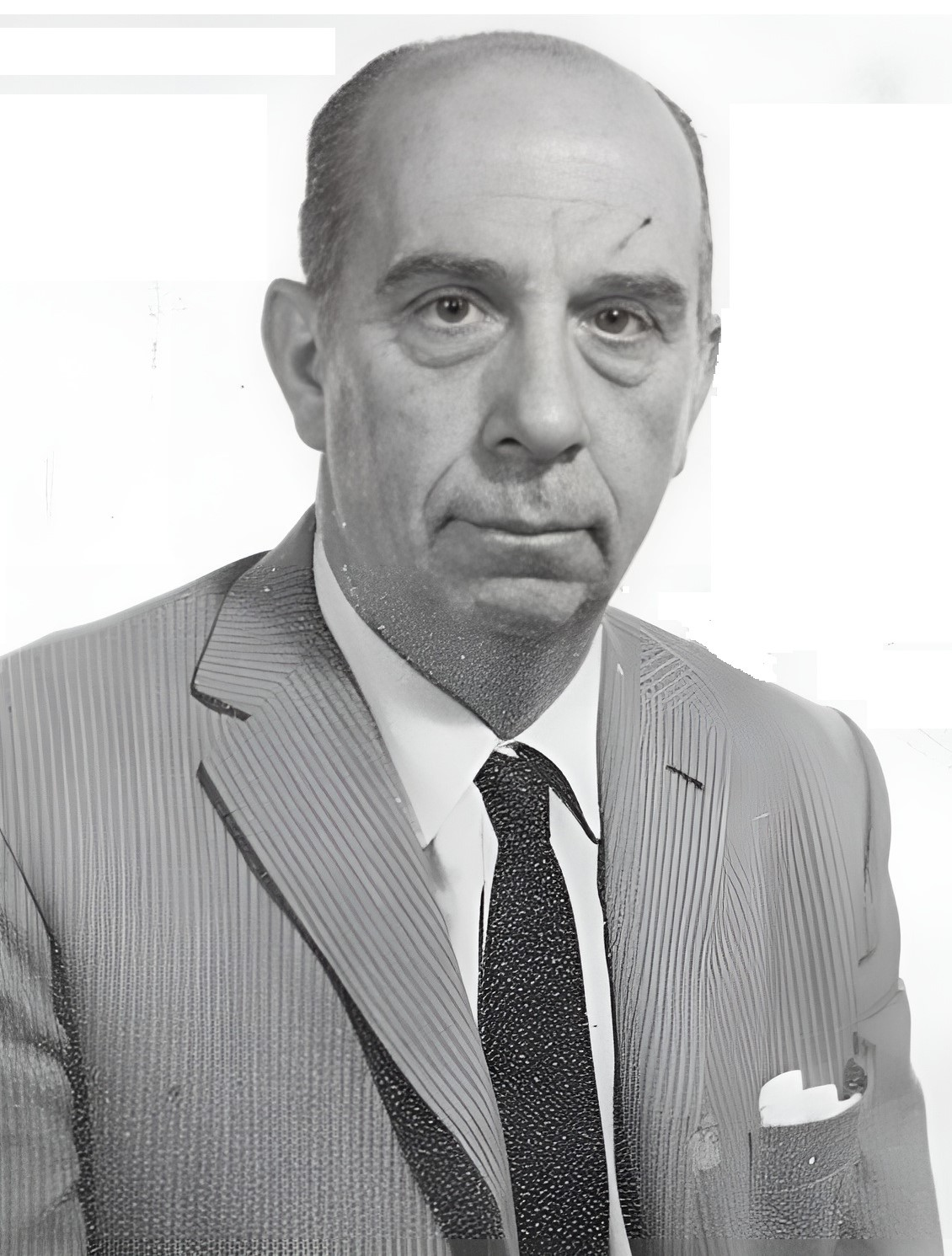
Juan Sires, 1962

Juan Sires (nombre artístico de Juan Bautista Perez Etcheves, Buenos Aires, 13 de junio de 1906 - Buenos Aires, 26 de enero de 1981) fue un productor, director y guionista cinematográfico argentino. Realizó labor gremial como directivo de DAC (Directores Argentinos Cinematográficos) y entre los filmes en que trabajó como productor se encuentran varios de los dirigidos por su colega y amigo Leopoldo Torre Nilsson. Se vinculó al cine como actor y technical advisor (asesor técnico) en EE. UU., participando en numerosas producciones entre 1930 y 1937. De regreso en la Argentina se destacó como jefe de producción en los sellos Argentina Sono Film, Cóndor Film, Pampa Film, Aconcagua y Guaranteed. Como director y productor ejecutivo incursionó en el campo del largometraje, el corto publicitario y el documental. Fue uno de los fundadores de la entidad Directores Argentinos Cinematográficos en 1958.

## Filmografía

### Productor
- 1958: Alto Paraná
- 1960: Fin de fiesta
- 1961: La mano en la trampa
- 1961: Piel de verano
- 1962: Homenaje a la hora de la siesta
- 1962: Operación "G"
- 1963: La terraza
- 1966: El ojo de la cerradura
- 1968: Chão, amor
- 1968: Martín Fierro
- 1969: El dependiente
- 1969: La culpa
- 1971: Güemes, la tierra en armas
- 1972: La maffia
- 1973: Juan Moreira
- 1973: Los siete locos
- 1974: Boquitas pintadas
- 1975: La guerra del cerdo
- 1975: El Pibe Cabeza
- 1976: Soñar, soñar
- 1976: Adiós Sui Géneris (película)

### Asistente de productor
- 1942: La mentirosa.
- 1940: Confesión.

### Coordinador de producción
- 1967: Amor a la española.

### Director
- 1950: Campeón a la fuerza.
- 1951: El mucamo de la niña.
- 1951: Llévame contigo.
- 1952: Las zapatillas coloradas.
- 1953: Los troperos.
- 1954: El último cowboy.
- 1956: El sonámbulo que quería dormir.
- 1956: Cubitos de hielo.

### Ayudante de dirección
- 1939: ...Y mañana serán hombres.

### Director de producción
- 1941: Hogar, dulce hogar.
- 1967: La chica del lunes.

### Editor
- 1963: La terraza.

### Guionista
- 1953: Los troperos.
- 1955: Codicia.
- 1958: Alto Paraná.
- 1958: Pobres habrá siempre (no acreditado)